# Ferrari 312 T3
La Ferrari 312 T3 fu la vettura con cui la Scuderia Ferrari disputò la stagione 1978 e le prime due  gare del 1979. I piloti erano Carlos Reutemann (Jody Scheckter nel 1979) e Gilles Villeneuve, mentre il progetto era affidato all'ingegner Forghieri.

## Il contesto
Dopo l'episodio del Gran Premio del Giappone 1976 che costò a Niki Lauda il titolo piloti i rapporti tra il team e l'austriaco si erano incrinati e così rimasero nel 1977, tanto che alla vigilia del Gran Premio d'Italia, quando Lauda annunciò di voler lasciare la Ferrari, Enzo Ferrari scommise con lui riguardo a chi avrebbe nuovamente vinto per primo un mondiale.
Già nelle ultime due prove del 1977 Lauda fu sostituito da un giovane pilota canadese: Gilles Villeneuve, che dimostrò subito una guida molto aggressiva e venne per questo criticato, ma aveva l'appoggio di Ferrari, e ciò fu molto importante per lui.
Per la stagione 1978 venne invece confermato l'argentino Carlos Reutemann, che aveva corso per la Rossa anche l'anno precedente.

## La 312 T3
Per il 1978 cambiò il fornitore di pneumatici e in Ferrari vennero adottati i Michelin. Furono quindi necessarie delle modifiche al telaio, che venne appunto chiamato 312 T3. Le modifiche più evidenti riguardavano ancora una volta la parte anteriore della vettura: venne prolungato il musetto e allargato l'alettone.
La T3 era anche più bassa della T2, mentre l'alettone posteriore era posto più in alto.
Ne furono costruiti in tutto 5 esemplari:
- 312 T3/032. Usata in tre gare, una da Villeneuve e due da Reutemann (vittoria a Long Beach)
- 312 T3/033. 5 Gare con Reutemann nel 1978, Usata una sola volta vittoriosamente da Villeneuve nella Race of Champions 1979
- 312 T3/034. A partire dalla gara di Long Beach divenne la vettura di Villeneuve. La usò 12 volte nel 1978 (vittoria in Canada) e in Brasile nel 1979.
- 312 T3/035. Usata 5 volte da Reutemann nel 1978 (vittoria nel Gran premio degli USA) e da Scheckter nelle prime due gare del 1979.
- 312 T3/036. Usata nelle ultime gare europee da Reutemann nel 1978 e da Villeneuve in Argentina nel 1979.

Un telaio della 312 T3 fu utilizzato nel 1979 per collaudare un innovativo cambio semiautomatico, progettato da Mauro Forghieri, azionato da pulsanti sul volante: la Scuderia Ferrari stava infatti iniziando a valutare il passaggio ai motori turbo ed era alla ricerca di ausili che limitassero il ritardo di risposta tipico della sovralimentazione. La vettura sperimentale, affidata a Gilles Villeneuve, completò 100 giri nei test condotti a Fiorano, con buoni risultati cronometrici, ma il pilota canadese espresse dubbi sulla sicurezza del sistema. Di conseguenza lo sviluppo fu abbandonato: solo nel 1989 un cambio semiautomatico debuttò in Formula 1, anche stavolta su una monoposto di Maranello: la 640 F1.

## La stagione
Già dalle prime due gare si capisce che le vetture destinate a lottare per il titolo sono Ferrari e Lotus. Prima e terza gara alle monoposto nere, seconda e quarta a quelle italiane. Per le prime cinque gare la stagione vive un grande equilibrio, ma dal Gran Premio del Belgio la Lotus comincia a dominare con le cosiddette wing car e la Ferrari deve raccogliere solamente le briciole, con Villeneuve e Ferrari sotto accusa, il primo per i continui errori commessi in gara, il secondo perché difende il primo.
A parte un acuto in Gran Bretagna, solo dopo la scomparsa di Ronnie Peterson (deceduto a Monza) e un calo di rendimento di Andretti (appagato per il titolo vinto) le rosse torneranno ad essere competitive: Reutemann vince negli USA e Villeneuve in Canada, a casa sua, chiudendo nel migliore dei modi una stagione.
La vettura, comunque era stata evoluta per tutto l'anno e nell'inverno verrà aggiornata in attesa dell'arrivo della nuova T4 e permetterà a Villeneuve di aggiudicarsi la Race of Champions 1979

## Risultati
| Anno | Team    | Motore      | Gomme | Piloti     |  |  |     |     |     |   |     |    |    |     |     |    |   |   |     |   | Punti | Pos. |
| ---- | ------- | ----------- | ----- | ---------- |  |  | --- | --- | --- | - | --- | -- | -- | --- | --- | -- | - | - | --- | - | ----- | ---- |
| 1978 | Ferrari | Ferrari B12 | M     | Reutemann  |  |  | Rit | 1   | 8   | 3 | Rit | 10 | 18 | 1   | Rit | SQ | 7 | 3 | 1   | 3 | 58    | 2º   |
| 1978 | Ferrari | Ferrari B12 | M     | Villeneuve |  |  | Rit | Rit | Rit | 4 | 10  | 9  | 12 | Rit | 8   | 3  | 6 | 7 | Rit | 1 | 58    | 2º   |

| Anno | Team    | Motore      | Gomme | Piloti         |     |   |  |  |  |  |  |  |  |  |  |  |  |  |  | Punti | Pos. |
| ---- | ------- | ----------- | ----- | -------------- | --- | - |  |  |  |  |  |  |  |  |  |  |  |  |  | ----- | ---- |
| 1979 | Ferrari | Ferrari B12 | M     | Jody Scheckter | Rit | 6 |  |  |  |  |  |  |  |  |  |  |  |  |  | 113   | 1º   |
| 1979 | Ferrari | Ferrari B12 | M     | Villeneuve     | Rit | 5 |  |  |  |  |  |  |  |  |  |  |  |  |  | 113   | 1º   |